# Convento de San Bernardo (Granada)
El convento de San Bernardo es un convento de la ciudad española de Granada que alberga la Comunidad de Monjas Cistercieneses de San Bernardo de Granada.

## Historia
Auspiciado por el Arzobispo de Granada Francisco de Rois y Mendoza, fraile cisterciense muerto en 1673, que puso los cimientos para la fundación del convento en 1683.